# África do Sul nos Jogos Olímpicos de Verão de 2016
África do Sul participou dos Jogos Olímpicos de Verão de 2016, que foram realizados na cidade do Rio de Janeiro, no Brasil, de 5 de agosto até 21 de agosto de 2016.

## Natação
| Atleta                | Prova        | Eliminatórias | Eliminatórias | Semifinal | Semifinal | Final       | Final            |
| Atleta                | Prova        | Tempo         | Pos.          | Tempo     | Pos.      | Tempo       | Pos.             |
| --------------------- | ------------ | ------------- | ------------- | --------- | --------- | ----------- | ---------------- |
| Michael Meyer         | 400 m medley | 4:18,13       | 17º           | —         | —         | Não avançou | Não avançou      |
| Sebastien Rousseau    | 400 m medley | 4:18,72       | 21º           | —         | —         | Não avançou | Não avançou      |
| Myles Brown           | 400 m livre  | 3:45,92       | 12º           | —         | —         | Não avançou | Não avançou      |
| Cameron van der Burgh | 100m peito   | 59,35         | 7º Q          | 59,21     | 3º Q      | 58,69       | Medalha de prata |